# Jean Viollet
Jean Viollet, né le 3 février 1875 à Paris et mort le 26 décembre 1956 à Paris, est un prêtre français, fondateur des Œuvres du Moulin Vert.

## Biographie
Jean Viollet est fils de l’historien catholique dreyfusard Paul Viollet (1840-1914). Il entre au Séminaire Saint-Sulpice, à Issy-les-Moulineaux, en 1895. Il est ordonné prêtre le 20 octobre 1901 en la chapelle de Notre-Dame-du-Rosaire de Plaisance, qui a précédé l'actuelle église Notre-Dame-du-Rosaire.
L'abbé Boyreau, vicaire à la paroisse Notre-Dame-de-Plaisance et directeur des Œuvres du Rosaire, prend l'abbé Viollet comme collaborateur et vicaire à ladite chapelle, 182, rue de Vanves.
En 1905 il est nommé vicaire à Saint-Augustin (Paris 8e), et en 1906 aumônier à Saint-Pierre-de-Montrouge (Paris 14e) et à Notre-Dame-du-Travail la même année.
Il fonde les œuvres du Moulin-Vert : 
- Société du logement ouvrier (1902), devenue l'Amélioration du logement ouvrier en 1909,
- Association ouvrière familiale du Moulin-Vert (1902),
- Union des œuvres d'assistance privée du 14e arrondissement,
- Troupe d'éclaireurs du Moulin-Vert,
- Société anonyme d'habitations à bon marché « L'habitation familiale » (1912),
- Union Saint-Pierre-Saint-Paul, etc.

À la fin de la Première Guerre mondiale, il fonde en 1918 l’Association du mariage chrétien pour enseigner aux couples chrétiens la pudeur avant le mariage, la fidélité dans le mariage, la fécondité afin de redonner des enfants à la patrie saignée par la guerre.
Jean Viollet était en contact avec la Résistance pendant la Seconde Guerre mondiale. 
Il a été nommé « Juste parmi les nations » en juillet 1992 à cause de l'aide qu'il a apportée à sauver des juifs, en les cachant jusqu'à la Libération.
Le square du Chanoine-Viollet, proche du Moulin-Vert, rappelle sa mémoire.
Il a longtemps été un spécialiste des questions liées à la sexualité au sein de l'Église. Cent vingt des lettres qui lui ont été adressées par des hommes et des femmes aux prises avec ces questions ont été publiées en 2006 (voir Bibliographie). L'ouvrage est à la base du film Monsieur l'Abbé, court métrage de Blandine Lenoir.

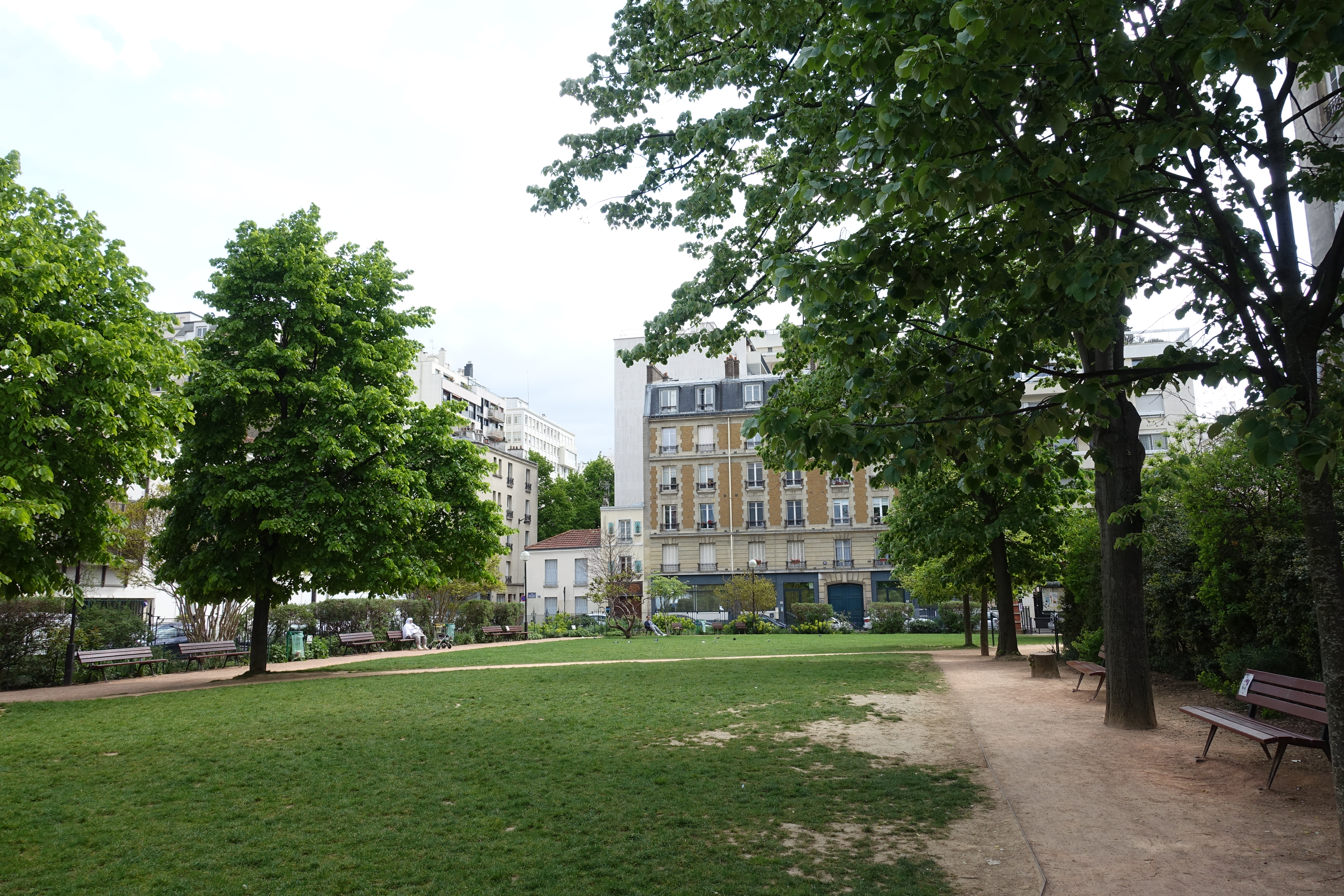
Le square du Chanoine-Viollet, 14e arrondissement, Paris.

## Publications
- De la dignité du pauvre et du respect qui lui est dû, Assistance éducative , (1910).
- Le Travail à domicile et les devoirs de la conscience, Secrétariat de l'Office français du travail à domicile , (1914).
- Le catholicisme et la guerre : conférences données à Saint-Louis-d'Antin, janvier--février 1917 , édition A. Rey, (1917).
- La morale familiale, Association du mariage chrétien (1923).
- Éducation de la pureté et du sentiment, Association du mariage chrétien, (1925).
- L'éducation par la famille, Association du mariage chrétien, (1926).
- La bonne entente conjugale, Bloud et Gay, (1927).
- Pour ou contre la confession ?  : controverse publique entre M.M. l'Abbé Viollet et André Lorulot (organisée par le Groupe "Fructidor"), Editions de l'idée libre, Conflans-Honorine, (1928).
- L'Église et l'amour, controverse publique entre MM. l'abbé Viollet et André Lorulot. Paris, Salle des Sociétés savantes, 5 décembre 1928, Éditions de l'Idée libre , Herblay, (1929).
- La confession, Flammarion, (1929).
- Petit guide du travailleur social, formation morale et méthodes d'actions, Oeuvres sociales et familiales du Moulin-Vert, (1931).
- Pour aimer. [10e conférence à la 5e semaine d'études de la J.O.C. à Enghien, 8-12 août 1930.], les Éditions jocistes, Bruxelles, (1931)
- Les Sanctions en éducation, Éditions Mariage et famille, (1931).
- Le mariage, Association du mariage Chrétien, (1932).
- Pour ou contre l'Église ? Controverse publique à Paris entre MM. l'abbé Viollet et André Lorulot, éditions de l'Idée libre,  Herblay, (1933).
- Vocations de jeunes filles, six entretiens  Préface de S. E. Mgr. Chaptal, éditions Secrétariat des Bernadettes, (1933).
- Ce monde te fait horreur ? Crée-toi ton monde  - conférence organisée par l'Union de libres penseurs et de libres croyants le 26 février 1933, édition du Foyer de l'âme , Bruxelles, (1933).
- Le "Notre Père", retraite prêchée aux membres de l'Union Saint-Pierre-Saint-Paul, Éditions "Mariage et famille , (1934).
- L'enfant devant la vie, B. Grasset, (1935).
- La Loi chrétienne du mariage. Prescriptions et défenses, Éditions "Mariage et famille" , (1936).
- Petit traité du mariage. Les lois du véritable amour, Éditions familiales de France, (1938).
- Valeur spirituelle de l'humilité, Éditions familiales de France , (1939).
- Vocations de jeunes filles - Préface de S. E. Mgr Chaptal, Éditions familiales de France , (1939).
- Quelques principes de vie et d'action chrétienne, Éditions familiales de France , (1940-1941).
- Le Mariage, Association du mariage chrétien, (1941).
- Relations entre jeunes gens et jeunes filles, Association du mariage chrétien , (1942).
- Le Prêtre, ami et conseiller de la famille (coll.), Office de publicité générale, (1943)
- La Sainte Vierge et la Famille, édition familiale de France, (1942).
- Pour aimer. 10e conférence à la 5e semaine d'études de la J.O.C. à Enghien, 8-12 août 1930,  Éditions ouvrières, (1944).
- Un Drame ! L'initiation de la jeunesse aux problèmes de l'amour, Éditions familiales de France , (1946).
- Petit traité d'éducation, Editions familiales de France, (1947), prix Marcelin Guérin de l'Académie française en 1948
- Relations entre jeunes gens et jeunes filles, Editions familiales de France, (1950).
- La Trinité et les lois de l'homme , édition B. Grasset , (1951).
- Conscience de la féminité...  : Textes réunis par les soins de J. Viollet, Éditions familiales de France , (1954).